# Syren-slægten
Syren (Syringa) er en slægt med ca. 25 arter, som er udbredt i Mellemøsten, Centralasien, Østasien og Sydøsteuropa. Det er løvfældende buske eller småtræer med modsatte, hele blade. Blomsterne sidder samlet i endestillede stande. De enkelte blomster er 4-tallige og regelmæssige med langt kronrør og fire flige. Frugterne er kapsler med vingede frø.
| Beskrevne arter |

- Himalayasyren (Syringa emodi)
- Ungarsk syren (Syringa josikaea)
- Fliget syren (Syringa x laciniata)
- Småbladet syren (Syringa microphylla)
- Hængesyren (Syringa komarowii ssp. reflexa)
- Almindelig syren (Syringa vulgaris)

| Andre arter |

| - Syringa komarowii - Syringa luminifera - Syringa mairei - Syringa meyeri - Syringa oblata - Syringa pinetorum - Syringa pinnatifolia - Syringa protolaciniata | - Syringa pubescens - Syringa reticulata - Syringa sweginzowii - Syringa tomentella - Syringa villosa - Syringa wardii - Syringa wolfii - Syringa yunnanensis |

| Hybrider |

- Syringa x prestoniae eller "Preston-hybrid"